# Viola Prettejohn
Viola Margaret Jane Prettejohn (* Juli 2003 in England) ist eine britische Schauspielerin.

## Leben
Viola Prettejohn wurde im Juli 2003 als Tochter der Rechtsanwältin Claire Prettejohn und des Bankmanagers Nick Prettejohn geboren. Sie besuchte von 2007 bis 2014 die die private Londoner Vorschuleinrichtung Garden House School. Bis zum Jahr 2021 besuchte sie die private St Paul's Girls' School. Ihr Schauspiellehrer erkannte dort ihr Talent und vermittelte ihr erste Castings.
Als 15-Jährige gab Prettejohn 2018 ihr Schauspieldebüt in einer Episode der Fernsehserie Counterpart. 2019 übernahm Prettejohn eine Gastrolle in der Fantasyserie The Witcher und erhielt dann eine größere Rolle in der Science-Fiction-Serie The Nevers. In der 6. Staffel der Netflix-Serie The Crown übernahm sie die Rolle der jungen Elisabeth II.

## Filmografie (Auswahl)
- 2018: Counterpart (Fernsehserie, 1 Episode)
- 2019: The Witcher (Fernsehserie, 1 Episode)
- 2021, 2023: The Nevers (Fernsehserie, 12 Episoden)
- 2023: The Crown (Fernsehserie, 2 Episoden)